# Andy C.
Andrés Cobos, más conocido como Andy C. (Córdoba, Andalucía, España, 19 de octubre de 1977), es un baterista español de hard rock y heavy metal.

## Carrera musical
Andy C. es un músico generalmente conocido por su labor como baterista (y ocasionalmente como teclista) en bandas españolas de rock como Saratoga, Dark Moor y Wormed. 
Sin embargo, ha trabajado como músico de sesión para muchos artistas de diversos géneros, como Rafa Blas (participante del concurso La voz), Ruth Lorenzo (The X Factor y Eurovisión), Leo Jiménez, Stravaganzza, Bertín Osborne y Skizoo entre otros.
Hasta 2019 fue el baterista y teclista de estudio de la banda madrileña de power metal Lords of Black.

## Discografía

### ConWormed
- Voxel Mitosis (Demo, 2001)
- Planisphærium (2003)

### ConDark Moor
- Dark Moor (2003)
- Beyond The Sea (2004)
- Tarot (2006)

### ConSaratoga
- VII (2007)
- "No Sufriré Jamás Por Ti" (Single, 2009)
- Secretos y Revelaciones (2009)
- Revelaciones de una noche (Concierto, 2010)
- Nemesis (2012)

### ConLords of Black
- Lords of Black (2014)
- II (2016)
- Icons of the new days (2018)